# Microbuz

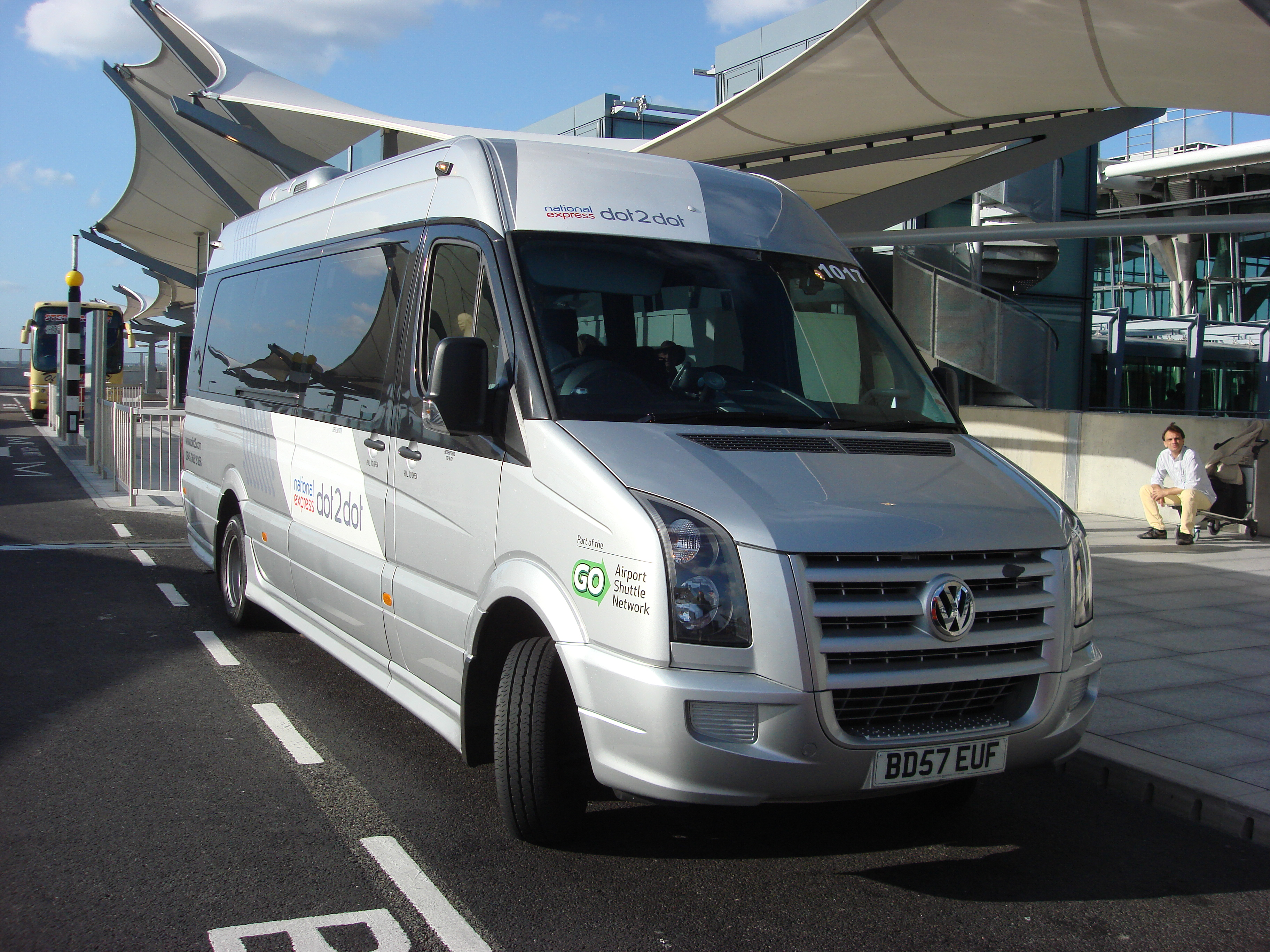
Volkswagen Crafter - exemplu de microbuz

Un microbuz este un autovehicul destinat transportului de persoane, cu o capacitate cuprinsă între 8 și 30 de locuri. În general, microbuzele au tracțiune frontală, iar accesul se face pe trepte, deși există și microbuze low-floor.

## Întrebuințare
Microbuzele sunt folosite din mai multe motive. În cadrul unui rol de transport public, acestea pot fi utilizate ca autobuze de tranzit cu traseu fix, autobuze aeroportuare, vehicule de transport flexibile la cerere, taxiuri de parcare sau taximetrele. Microbuzele accesibile pot fi de asemenea utilizate pentru servicii de tip paratranzit, de către autoritățile locale, operatorii de tranzit, spitale sau organizații caritabile. Utilizările private ale microbuzelor pot include transportul corporativ, autobuze charter, autobuze de turism. Școlile, cluburile sportive, grupurile comunitare și organizațiile de caritate pot folosi, de asemenea, microbuze pentru transportul privat. Proprietarii individuali pot folosi microbuze cu scaune reduse ca vehicule de agrement ieftine.

## Exemple
- Ford Transit
- Hyundai H350
- LDV Maxus
- Mercedes-Benz Sprinter
- Renault Master
- Toyota Hiace
- Volkswagen Crafter
- Iveco Daily
- IVECO Daily
- Peugeot Boxer
- SsangYong Istana